# Tónkawa
Para la lengua, véase idioma tónkawa.
Los tónkawa o toncahua son una tribu indígena de grupo lingüístico desconocido pero emparentado con los caddo. Su nombre procede del waco tonkaweya (“ellos están aquí”). Se llamaban Titskan-watich “hombres nativos”. Se dividían en tres grupos: ervipiame, mayeye y yojuane.

## Localización

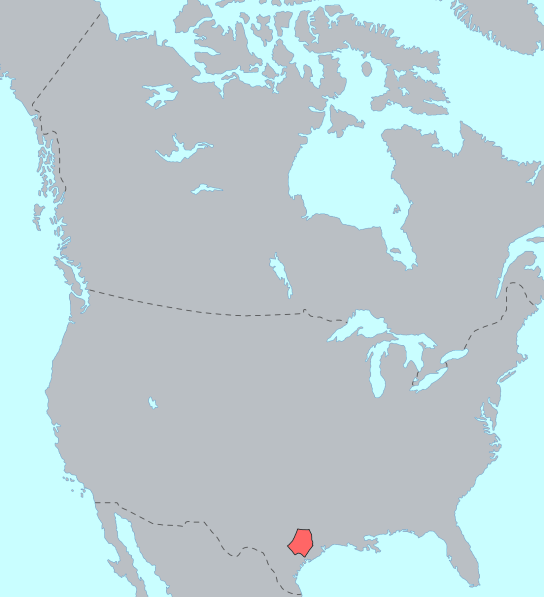
Tónkawa.

Vivían en el centro-sur de Texas, en las riberas de los ríos Colorado y Trinity. Actualmente viven en una reserva en el río Brazos (Kay County, Oklahoma). 

## Cultura
El tónkawa se piensa que es una palabra Waco, en el sentido de "que todos permanezcamos juntos". La tribu se describe a sí misma como, "La gente del lobo" ya que según la tradición oral se afirma que todos descienden de un mítico lobo. El idioma tónkawa está extinto y se le considera una lengua aislada, es decir, no vinculada a ninguna otra lengua conocida. Los tónkawa actualmente hablan inglés.
La tribu de la propia página web se describe como, "una de las tribus más guerreras," en la lucha contra otras tribus en el sur de las llanuras, el español, y los colonos de América. El sitio web pasa a describir Tónkawa hombres como "famosos guerreros" y la mujer como "fuerte físicamente y vengativa en la disposición." Es evidente que la tribu todavía se enorgullece de su valor y destreza militar.
Los Tónkawa fueron históricamente nómadas y vivían en aldeas tipi. No cultivaban sino que su subsistencia se basó principalmente en la caza, inicialmente con lanzas y arcos y flechas. Los españoles introdujeron la tribu a las armas de fuego. La tribu obtuvo caballos en el siglo XVIII.
Su sociedad era matrilineal. Los clanes tribales se organizaron en dos facciones. Con el tiempo, la autoridad política acabaría recayendo en un jefe único.

## Demografía
Eran 1.500 individuos en 1691, pero su número cayó hasta 43 indios en 1910, 48 en 1908 y 55 en 1970. Así, en 1980 sólo quedaban 19.
Según datos de la BIA de 1995, en la Reserva Tónkawa (Agencia Pawnee) vivían 236 personas, pero 335 estaban apuntadas al rol tribal. 
Según el censo de los EE. UU. de 2000, había 241 tónkawa puros, 27 mezclados con otras tribus, 58 mezclados con otras razas y 7 con otras razas y otras tribus. En total, 333 individuos.

## Costumbres
Su cultura era como la de los indios de las llanuras, cazadores de bisontes, nómadas y habitantes de poblados de tipis. Según se creía, también se alimentaban de carne humana, razón por la cual eran especialmente temidos y odiados.
En tiempos de guerra se vestían con chaquetas de cuero y llevaban en la cabeza cuernos de bisonte y plumas brillantes. También se distinguían en su lengua por mantener una numeración quinaria, usaban la reduplicación de los adjetivos y verbos para hacer el plural y una conjugación negativa. 

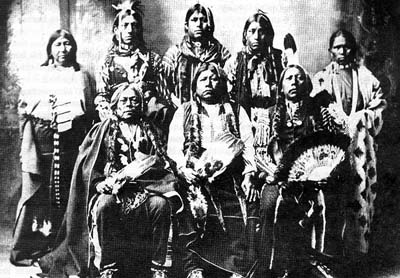
Jefes tónkawa en 1898: de pie, I a D, Winnie Richards, John Rush Buffalo, William Stevens, John Allen, y Mary Richards. Sentados, I a D John Williams, Grant Richards, y Sherman Miles.

## Historia
Durante el siglo XVIII se hicieron amigos y aliados de los comanches y de los wichita contra los apaches.
En 1756 los misioneros intentaron evangelizarlos inútilmente. Aun así, en 1770 hicieron amistad con los españoles y obtuvieron armas de fuego a cambio de sebo y pieles de bisonte y ciervo. En 1778 disponían de 300 guerreros.
No obstante, en 1782 su caudillo El Mocho (recibía este nombre porque perdió una oreja luchando contra los osage), prisionero apache convertido en jefe tónkawa, organizó una partida de 4.000 guerreros tónkawa, lipán y apache contra los españoles, pero éstos lo capturaron y lo mataron.
Durante un tiempo fueron aliados de los tejanos anglosajones en su lucha por la independencia, así como en las guerras de 1858 contra los comanches y wichita. Pero esto no evitó que en 1859 fuesen internados en una reserva del río Brazos (Texas). Allí, debido a que durante la guerra civil estadounidense hicieron de escoltas de los confederados, en 1862 unos 130 fueron masacrados por una acción conjunta de los lenape, shawnee y caddo por cuenta de los federales. Y unos 137 más murieron más tarde a causa de la viruela.
Finalmente, los supervivientes fueron llevados en 1884 a Kay County (Oklahoma), donde viven sus descendientes.